# 1949 na ciência

## Eventos
- 2 de agosto - Descoberta do asteróide 4001 Ptolemaeus por Karl Wilhelm Reinmuth.
- Rosalind Franklin, concluiu que o ADN tinha forma helicoidal.
- Observação ou predição do elemento químico Berquélio[1]

## Nascimentos
| Data           | Nome                   | Profissão                        | Nacionalidade   | Observações | Ref                                 |
| -------------- | ---------------------- | -------------------------------- | --------------- | --- | ----------------------------------- |
| 6 de janeiro   | José Pacheco Pereira   | político e historiador           | Portugal        | |                                     |
| 30 de janeiro  | Peter Agre             | químico                          | Estados Unidos  | Nobel da Química 2003 | [ 2 ]                               |
| 1 de fevereiro | Scott Boorman          | sociólogo matemático             |                 | |                                     |
| 29 de março    | Marco-Aurelio De Paoli | químico                          | Brasil          | Prémio Union Carbide de Incentivo à Química 1993 Medalha Lavoisier (SCF) 1994 Prémio Zeferino Vaz de Incentivo Acadêmico 1998 Comendador da Ordem Nacional do Mérito Científico 2002 Medalha Simão Mathias 2006 Grã-Cruz da Ordem Nacional do Mérito Científico 2008 | [ 3 ] [ 4 ] [ 5 ] [ 3 ] [ 5 ] [ 5 ] |
| 6 de abril     | Horst Ludwig Störmer   | físico                           | Alemanha        | Nobel da Física 1998 | [ 6 ]                               |
| 9 de abril     | Philippe Sansonetti    | microbiologista                  | França          | |                                     |
| 12 de junho    | Yuri Baturin           | cosmonauta e político            | União Soviética | |                                     |
| 5 de julho     | Abhay Vasant Ashtekar  | físico                           | Índia           | |                                     |
| 1 de agosto    | Roberto Dall'Agnol     | geólogo                          | Brasil          | |                                     |
| 31 de agosto   | Hugh David Politzer    | físico                           | Estados Unidos  | Nobel da Física 2004 | [ 6 ]                               |
| 1 de novembro  | Michael Griffin        | físico                           | Estados Unidos  | |                                     |
| 24 de dezembro | Manuel Nunes da Ponte  | químico                          | Portugal        | Prémio Ferreira da Silva 1996 | [ 7 ]                               |
| ??             | Harri Lorenzi          | engenheiro agrônomo e ecologista | Brasil          | |                                     |
| ??             | Iris Marion Young      | filósofa e cientista política    | Estados Unidos  | |                                     |
| ??             | Whitfield Diffie       | matemático                       | Estados Unidos  | |                                     |
| ??             | Edward Hinds           | físico                           | Reino Unido     | Medalha Rumford 2008 Medalha Thomson 2008 Prémio Humboldt 1998 | [ 8 ] [ 9 ]                         |
| ??             | Philippe Descola       | antropólogo                      | França          | |                                     |

## Mortes
| Data           | Nome                | Profissão                                   | Nacionalidade  | Observações                   | Ref   |
| -------------- | ------------------- | ------------------------------------------- | -------------- | ----------------------------- | ----- |
| 10 de janeiro  | Erich von Drygalski | cientista, geógrafo, geofísico e explorador | Alemanha       | n. 1865                       |       |
| 11 de janeiro  | Torsten Carleman    | matemático                                  | Suécia         | n. 1892                       |       |
| 2 de fevereiro | Braz do Amaral      | médico e historiador                        | Brasil         | n. 1861                       |       |
| 30 de março    | Friedrich Bergius   | químico                                     | Alemanha       | n. 1884 Nobel da Química 1931 | [ 2 ] |
| 5 de maio      | Eduard Grüneisen    | físico                                      | Alemanha       | n. 1877                       |       |
| 27 de maio     | Martin Knudsen      | físico e oceanógrafo                        | Dinamarca      | n. 1871                       |       |
| 7 de setembro  | Georges Elton Mayo  | sociólogo                                   | Austrália      | n. 1880                       |       |
| 8 de outubro   | Leonor Michaelis    | bioquímico e físico                         | Alemanha       | n. 1875                       |       |
| 5 de dezembro  | Alfred J. Lotka     | matemático, físico-químico e estatístico    | Estados Unidos | n. 1880                       |       |
| 23 de dezembro | Alfredo Balena      | farmacêutico, médico e humanista            | Brasil         | n. 1881                       |       |

## Prémios
Medalha Bigsby
- William Quarrier Kennedy[10]

Medalha Bruce
- Harold Spencer Jones[11]

Medalha Copley
- George de Hevesy[12]

Medalha Davy
- Alexander Robertus Todd[13]

Medalha Lavoisier (SCF)
- Rudolf Signer[4]

Medalha Real

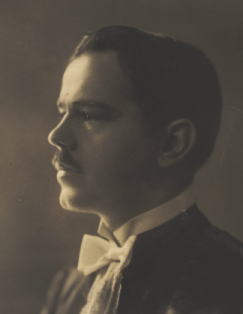
Alfredo Balena
(1881 - 1949)

- Bioquímica - Rudolph Albert Peters[14]
- Física - George Paget Thomson[14]

Prémio Nobel
- Física - Hideki Yukawa[6]
- Química - William Francis Giauque[2]
- Medicina - Walter Rudolf Hess,[15] António Egas Moniz[15]